# Silvia Janisch
Silvia Janisch ist eine deutsche Schauspielerin.
Sie erhielt 1972 den Förderpreis des Landes Nordrhein-Westfalen für junge Künstlerinnen und Künstler in der Kategorie Theater. Ab 1974 trat sie in zahlreichen Fernsehfilmen und -serien auf, unter anderem in dem Dreiteiler Sachrang und in der Tatort-Folge Maria im Elend. Im Kino war Janisch in der Erich-Kästner-Verfilmung Fabian aus dem Jahr 1980 zu sehen. 1983 sah man sie in der vierten Folge der ARD-Vorabendserie Köberle kommt. In der ZDF-Miniserie Die roten Elefanten spielte Janisch die Biologin Dr. Ginger Redcliffe. Auch spielte sie Nebenrollen in den Krimiserien Der Alte und Derrick.

## Filmografie
- 1974: Lemmi und die Schmöker (Fernsehserie, eine Folge)
- 1978: Sachrang
- 1979: Gesundheit
- 1979: Tatort: Maria im Elend
- 1980: Das Ziel
- 1980: Fabian
- 1980: Die Undankbare
- 1981: Total vereist
- 1982: Treffpunkt Airport
- 1982: Die fünfte Jahreszeit (Miniserie, eine Folge)
- 1982: Der Gärtner von Toulouse
- 1982–1992: Der Alte (Fernsehserie, vier Folgen)
- 1983: Köberle kommt (Fernsehserie, eine Folge)
- 1983–1990: Derrick (Fernsehserie, zwei Folgen)
- 1984: Abenteuer aus dem Englischen Garten
- 1984: Waldheimat (Fernsehserie, eine Folge)
- 1984: Julius geht nach Amerika
- 1986: Die roten Elefanten (Miniserie, 7 Folgen)